# Wagon Wheel
«Wagon Wheel» — песня американских композиторов Боба Дилана и Кетч Секор (Ketch Secor из фолк-группы Old Crow Medicine Show). Свою версию припева Боб Дилан написал в 1973 году; Secor добавил свою версию 25 лет спустя. Окончательная версия группы Old Crow Medicine Show была сертифицирована в платиновом статусе Recording Industry Association of America в апреле 2013 года. В дальнейшем песня была несколько раз записана в виде кавер-версий, но наиболее успешной она стала в исполнении Дариуса Ракера (2013). Версия Ракера получила премию Грэмми и достигла позиции № 1 в американском кантри-чарте Hot Country Songs, была сертифицирована RIAA в 3-кр платиновом статусе в марте 2014 года.

## Версия Дариуса Ракера
7 января 2013 года песня вышла в исполнении американского кантри-певца Дариуса Ракера в качестве второго сингла с его четвёртого студийного альбома True Believers (2013).
Сингл получил положительные отзывы музыкальных критиков и интернет-изданий: Roughstock (5 из 5 звёзд), Taste of Country (4,5 из 5 звёзд). Версия Ракера была номинирована в категории Single of the Year на 47-й церемонии Country Music Association Awards вместе с Florida Georgia Line («Cruise»), Tim McGraw, Taylor Swift и Keith Urban («Highway Don’t Care»), Miranda Lambert («Mama’s Broken Heart») и Kacey Musgraves («Merry Go 'Round»). Ракер закрывал своей версией это шоу 6 ноября 2013 года
"I didn't know how big it was until after I cut it, until after it was a single. I didn't know that every college student south of the Mason–Dixon line in the last eight years knows this song. I had no idea. I thought it was just another Old Crow song until I recorded it and realized it wasn't just another Old Crow song."
26 января 2014 года Ракер победил в категории Grammy Award for Best Country Solo Performance со своей версией of «Wagon Wheel». Ракер выиграл Грэмми став только вторым в истории афроамериканцем (после Charley Pride) с таким результатом в категориях стиля кантри. Среди других номинантов были ранее такие исполнители как Lee Brice (с песней «I Drive Your Truck»), Hunter Hayes («I Want Crazy»), Miranda Lambert («Mama's Broken Heart») и Blake Shelton (с песней «Mine Would Be You»).
В августе 2016 года Taste of Country поместил версию Ракера «Wagon Wheel» на № 17 в их списке «Top Country Songs of the Century».

### Коммерческий успех
Песня стала наиболее популярной во всей карьере Дариуса Ракера. «Wagon Wheel» дебютировала на позиции № 51 в чарте Billboard Country Airplay в чарте с 19 января 2013 года, а также на № 32 в чарте Billboard Hot Country Songs с 26 января 2013 года и дебютировала на № 96 в американском хит-параде Billboard Hot 100 с 6 февраля 2013 года и на № 72 в канадском чарте Canadian Hot 100 с 13 февраля 2013 года. В 10-ю неделю релиза 20 марта 2013 года сингл достиг № 5 в чарте Hot Country Songs и № 18 в радио-чарте Country Airplay. Одновременно старая оригинальная версия группы Old Crow (от 2004 года) была продана тиражом 15,000 копий и достигла № 28 в чарте Country Digital Songs в ту же самую неделю. В итоге песня достигла № 1 в Hot Country Songs на 12-ю неделю релиза и № 15 в чарте Billboard Hot 100, и № 23 в канадском Canadian Hot 100. К марту 2014 года тираж достиг 2,678,000 копий в США, став пятым самым успешным бестселлером для любого кантри-певца солиста. К ноябрю 2017 года тираж достиг 3,612,000 копий в США.

### Чарты

#### Еженедельные чарты
| Чарт (2013)                         | Высшая позиция |
| ----------------------------------- | -------------- |
| Канада (Billboard Canadian Hot 100) | 23             |
| Канада (Billboard Country)          | 1              |
| США (Billboard Hot 100)             | 15             |
| США (Billboard Hot Country Songs)   | 1              |
| США (Billboard Country Airplay)     | 1              |

#### Годовые итоговые чарты
| Чарт (2013)                       | Позиция |
| --------------------------------- | ------- |
| Канада Canadian Hot 100           | 80      |
| СШАBillboard Hot 100              | 54      |
| США Hot Country Songs (Billboard) | 2       |
| США Country Airplay (Billboard)   | 28      |

#### Сертификации
| Регион | Сертификация  | Продажи   |
| --- | ------------- | --------- |
| Канада (Music Canada) | 3× Платиновый | 240,000^  |
| Великобритания (BPI) | Серебряный    | 200 000   |
| США (RIAA) | 8× Платиновый | 3,776,000 |
| ^ Данные о тиражах приведены только на основе сертификации. · Данные о продажах + прослушиваниях приведены только на основе сертификации. |               |           |